# 凹脉柃
凹脉柃（学名：Eurya impressinervis）为山茶科柃木属下的一个种。

## 扩展阅读
- 維基物種上的相關：凹脉柃